# Ben Rhodes (consigliere)
Benjamin J. Rhodes (New York, 14 novembre 1977) è uno scrittore, politico e funzionario statunitense.
Con Jake Sullivan, è co-presidente di National Security Action, una organizzazione che promuove una politica estera progressista come alternativa all'approccio dell'amministrazione Trump. Collabora regolarmente con NBC News e MSNBC come opniniosta politico. È anche un collaboratore di Crooked Media e co-conduttore del podcast di politica estera Pod Save the World.
Rhodes è stato mostrato nel documentario della HBO The Final Year, insieme a John Kerry, Samantha Power e Susan Rice. Il documentario ritrae gli eventi dell'ultimo anno di mandato di Obama, con particolare attenzione al suo team di politica estera.

## Biografia

### Infanzia e istruzione
Rhodes è nato nel quartiere dell'Upper East Side di Manhattan. È figlio di un padre texano episcopale e di una madre ebrea di New York. Ha frequentato la Collegiate School, diplomandosi nel 1996. Rhodes ha poi frequentato l'Università Rice, laureandosi nel 2000 in letteratura e scienze politiche. Si è poi trasferito di nuovo a New York, frequentando l'Università di New York e laureandosi nel 2002 con un MFA in scrittura creativa. Suo fratello, David Rhodes, è presidente di CBS News.

### Carriera
Nell'estate del 1997, Rhodes ha fatto volontariato per la campagna per la città di New York di Rudolph Giuliani. Nell'estate del 2001 ha lavorato alla campagna di Diana Reyna per il Consiglio Comunale di New York. Nel 2002, James Gibney, redattore di Foreign Policy, ha presentato Rhodes a Lee Hamilton, ex membro della Camera dei Rappresentanti e direttore del Woodrow Wilson International Center for Scholars, che stava cercando uno scrittore di discorsi. Rhodes ha quindi lavorato per cinque anni come assistente di Hamilton contribuendo alla stesura del rapporto del gruppo di studio sull'Iraq e delle raccomandazioni della Commissione d'indagine sugli attentati dell'11 settembre 2001.

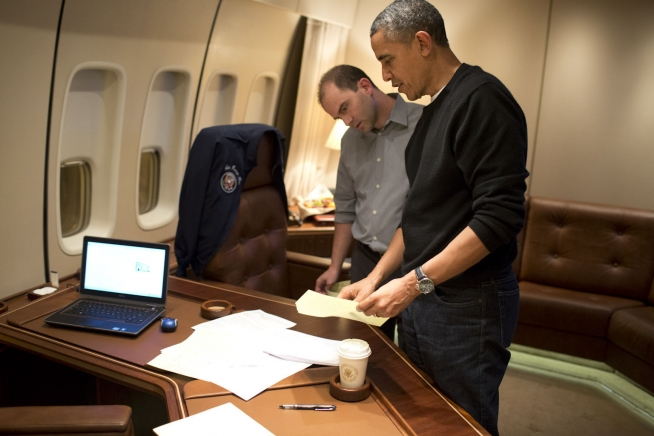
Barack Obama e Rhodes a bordo dell'Air Force One, curando il discorso per il servizio commemorativo di Mandela.

Nel 2007, Rhodes ha iniziato a lavorare come scrittore di discorsi per la campagna presidenziale Obama del 2008. Rhodes ha scritto il discorso di Obama del 2009 al Cairo "A New Beginning". Rhodes è stato il consigliere che ha suggerito a Obama di ritirare il sostegno al leader egiziano Hosni Mubarak, diventando un consigliere fondamentale durante la primavera araba del 2011.
Durante l'amministrazione Obama, Rhodes è stato fondamentale per i colloqui che hanno portato Obama a ristabilire le relazioni diplomatiche con Cuba che erano state interrotte dal 1961. Il New York Times ha riportato che Rhodes ha trascorso "più di un anno a sgattaiolare in Canada e infine in Vaticano" prima dell'annuncio ufficiale del dicembre 2014 del presidente Obama e Raul Castro di una normalizzazione delle relazioni tra i due paesi. Rhodes si è recato in Canada e in Vaticano per parlare con Cuba di uno scambio di prigionieri che ha portato al rilascio di Alan Gross e di una risorsa di intelligence statunitense, insieme alla decisione di ristabilire le relazioni diplomatiche tra Cuba e gli Stati Uniti. Nel suo libro, Rhodes ha rivelato che il suo interlocutore negoziale era Alejandro Castro, figlio di Raul. Rhodes era il rappresentante del governo degli Stati Uniti al funerale di Fidel Castro nel 2016. Rhodes ha criticato l'approccio dell'amministrazione Trump nei confronti di Cuba.
Dopo aver lasciato l'amministrazione Obama, Rhodes ha iniziato a lavorare come opinionista. Ha scritto The World as It Is e ha iniziato a contribuire a Crooked Media, NBC News e MSNBC. Nel 2018, ha co-fondato National Security Action.

### Vita privata
Rhodes è sposato con Ann Norris, che è stata consigliere capo della politica estera dell'ex senatore degli Stati Uniti Barbara Boxer. Hanno due figlie.

## Controversie
In un controverso ritratto su The New York Times Magazine, Rhodes è stato riportato mentre "derideva la stampa di Washington e si vantava di aver creato una "camera d'eco" per promuovere la politica estera dell'amministrazione", tra cui l'accordo sul nucleare iraniano. L'articolo è stato criticato da numerosi organi di stampa per la sua mancanza di integrità giornalistica e i pregiudizi contro l'accordo con l'Iran.
Nel 2017 è stato riportato che l'impresa di intelligence privata israeliana Black Cube ha tentato di produrre informazioni incriminanti o imbarazzanti su Rhodes e sua moglie, nonché su Colin Kahl, ex membro del Consiglio di sicurezza nazionale, nel tentativo evidente di minare i sostenitori dell'accordo sul nucleare iraniano. Rhodes ha dichiarato a proposito della vicenda: "Questo cancella qualsiasi norma su come i governi dovrebbero operare o trattare i loro predecessori e le loro famiglie. Oltrepassa una linea pericolosa".

## Opere
- Thomas H. Kean, Benjamin Rhodes e Lee H. Hamilton, Without Precedent: The Inside Story of the 9/11 Commission, Vintage Books, 2007, ISBN 978-0-307-27663-6, OCLC 123912745.

- Benjamin Rhodes, The World as It Is: A Memoir of the Obama White House, Random House, 2018, ISBN 978-1-84792-518-3, OCLC 1041837737.

Nel 2018, Random House ha pubblicato The World as It Is, un The New York Times Best Seller e un resoconto rivelatorio del dietro le quinte della presidenza di Obama. George Packer sul The New Yorker ha definito il libro "la visione più vicina a Obama che probabilmente otterremo fino a quando non pubblicherà le sue memorie". Sul The New York Times, Joe Klein ha scritto: "Il suo successo è raro per una memoria politica: Ha scritto un libro umano e onorevole". Rhodes ha scritto articoli di opinione per giornali e riviste come The New York Times e The Atlantic.

## Premi e riconoscimenti
Nel 2011, Rhodes era nella lista di Time "40 Under 40" professionisti potenti e di spicco. Rhodes nel 2014 era il numero 13 della lista di Time "40 Under 40" più influenti nel mondo degli affari. Nel 2015, Rhodes è stato inserito tra i 100 migliori specialisti mondiali di politica estera per la rivista Foreign Policy.